# Vàng da bò
 #F0DC82 
Vàng da bò (buff) là màu vàng nâu nhợt, màu của da một số loài thú vật không nhuộm.

## Thiên nhiên

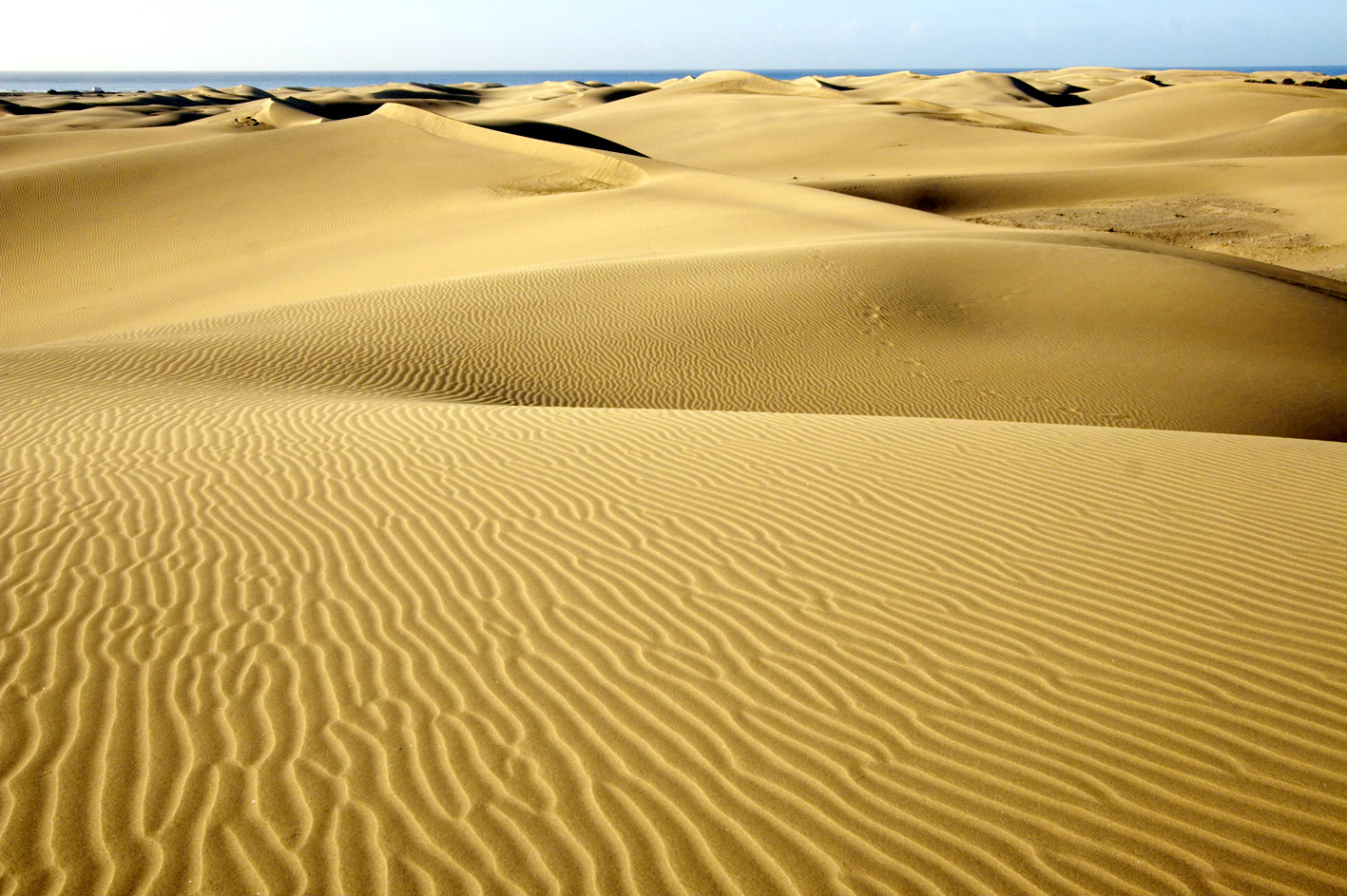
Cát vàng da bò

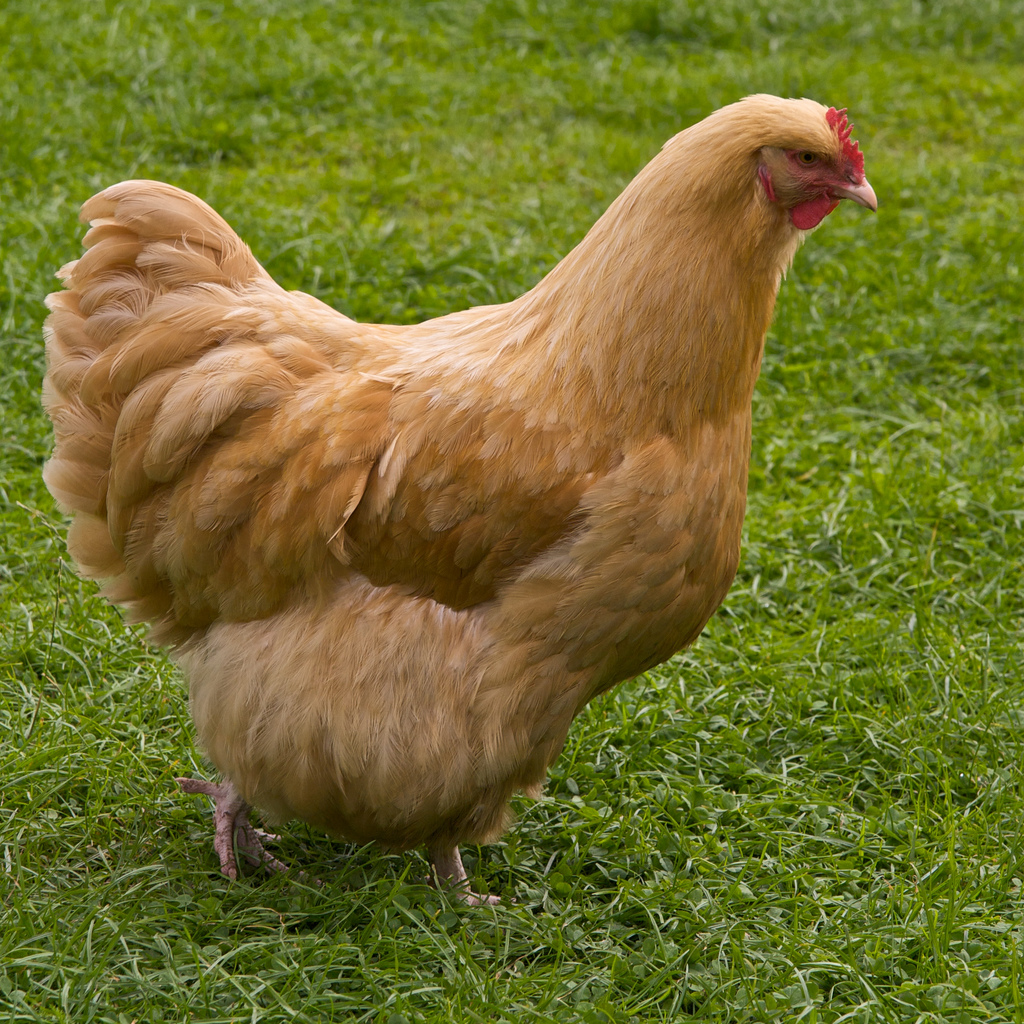
Gà lông da bò

## Tọa độ màu
```
Số Hex
 = #F0DC82

RGB
 (r, g, b) = (240, 220, 130)

CMYK
 (c, m, y, k) = (0, 8, 46, 6)

HSV
 (h, s, v) = (49, 46, 94)
```